# 透明人間 (1992年の映画)
『透明人間』（原題: Memoirs of an Invisible Man）は、1992年のアメリカ合衆国の映画作品。監督はジョン・カーペンター、ワーナー・ブラザース配給。この映画の撮影はサンフランシスコとその周辺で行われた。

## 概要
これまでに制作されてきた透明人間を題材にした作品とは大きく異なる異色作。本作では体が透明になって自暴自棄になって犯罪に手を染める事はなく、透明人間を悪事に利用しようと画策する組織に透明人間が逃げ回る逃走劇として繰り広げられる。また、これまでの作品にみられた薬の投与によって体が透明になるのではなく、放射線を浴びたことで主人公は透明と化してしまう。また透明化は生物だけでなく物質も透明化されたことにより、主人公が着用していたスーツも透明化したことで、透明になっても服を着用しているというのが本作の特徴である。

## ストーリー
平凡なビジネスマンのニック・ハロウェイは、商談に向かったマグナ社で寝ているうちに放射線事故に巻き込まれて透明人間になってしまう。政府の暗殺者として利用しようとCIAはたくらみを企てるが、ニックはその場から逃れCIAとの追走劇が始まる。

## キャスト
| 役名                     | 俳優                           | 日本語吹替                                  | 日本語吹替                                     | 日本語吹替 |
| 役名                     | 俳優                           | ソフト版                                    | テレビ朝日版                                   |            |
| ------------------------ | ------------------------------ | ------------------------------------------- | ---------------------------------------------- | ---------- |
| ニック・ハロウェイ       | チェビー・チェイス             | 富山敬                                      | 富山敬                                         |            |
| アリス・モンロー         | ダリル・ハンナ                 | 岡本茉莉                                    | 佐々木優子                                     |            |
| デヴィッド・ジェンキンス | サム・ニール                   | 千田光男                                    | 菅生隆之                                       |            |
| ジョージ・タルボット     | マイケル・マッキーン           | 伊藤和晃                                    | 江原正士                                       |            |
| ウォーレン・シングルトン | スティーヴン・トボロウスキー   | 小島敏彦                                    | 牛山茂                                         |            |
| バーナード・ワックス博士 | ジム・ノートン                 | 村松康雄                                    | 石森達幸                                       |            |
| モリッシー               | パット・スキッパー             | 田中正彦                                    | 津田英三                                       |            |
| ゴメス                   | ポール・ペリ                   | 鹿島信哉                                    | 田中正彦                                       |            |
| タイラー                 | リチャード・エプカー           | 中田和宏                                    | 菅原正志                                       |            |
| クレラン                 | スティーヴン・バー             | 高宮俊介                                    | 坂口哲夫                                       |            |
| リチャード               | グレゴリー・ポール・マーティン | 家中宏                                      | 大塚芳忠                                       |            |
| エレン                   | パトリシア・ヒートン           | 勝生真沙子                                  | 弘中くみ子                                     |            |
| キャシー・ディトーラ     | ロザリンド・チャオ             | 鈴鹿千春                                    | 堀越真己                                       |            |
| ロジャー・ホイットマン   | ジェイ・ガーバー               |                                             | 大木正司                                       |            |
| 下院委員会議長           | サム・アンダーソン             | 仲野裕                                      | 岩田安生                                       |            |
| クールソン夫人           | エレン・アルベルティーニ・ダウ |                                             | 定岡小百合                                     |            |
| バーテンダー             | シェイ・ダフィン               |                                             | 天田益男                                       |            |
| TVキャスター             | エレーヌ・コラル・ケンドール   |                                             | 沢海陽子                                       |            |
| その他                   |                                | 島美弥子 竹田愛里                           | 仲野裕 石波義人 増谷康紀 大原康裕 矢津田美恵子 |            |
|                          |                                |                                             |                                                |            |
| 演出                     |                                | 松川陸                                      | 福永莞爾                                       |            |
| 翻訳                     |                                | 日笠千晶                                    | たかしまちせこ                                 |            |
| 効果                     |                                | N/A                                         | リレーション                                   |            |
| 録音                     |                                | トランスグローバル アオイスタジオ           | 東北新社5MA室                                  |            |
| 制作                     |                                | ワーナー・ホーム・ビデオ トランスグローバル | 東北新社                                       |            |
| 初回放送                 |                                |                                             | 1995年2月12日 『日曜洋画劇場』                 |            |

## 評価
レビュー・アグリゲーターのRotten Tomatoesでは35件のレビューで支持率は26%、平均点は4.70/10となった。Metacriticでは19件のレビューを基に加重平均値が48/100となった。